# 宮路高光
宮路 高光（みやじ たかみつ、1950年（昭和25年）11月22日 - ）は日本の政治家。伊集院町長（4期）、日置市長（4期）を歴任した。

## 経歴
1950年11月22日、現在の鹿児島県日置市伊集院町飯牟礼に生まれる。鹿児島県立伊集院高等学校卒業（高校21期、後年同窓会長）。宮崎大学農学部卒業。1975年、伊集院町役場に入所した。1992年、現職が引退して新人4人が立候補した伊集院町長選挙で初当選を果たし、同年10月22日に就任した。1996年、無投票で再選を果たした。2000年、無投票で3選を果たした。2004年、4選を果たした。

### 2005年日置市長選挙
日置郡の4町が合併して発足した日置市長選挙に立候補して、2005年5月29日、元鹿児島県議会議員の新人を破って初当選を果たした。
※当日有権者数：41,967人 最終投票率：78.31%（前回比：-pts）
| 候補者名 | 年齢 | 所属党派 | 新旧別 | 得票数   | 得票率 | 推薦・支持 |
| -------- | ---- | -------- | ------ | -------- | ------ | ---------- |
| 宮路高光 | 54   | 無所属   | 新     | 19,077票 | 59.1%  | -          |
| 上原一治 | 57   | 無所属   | 新     | 13,181票 | 40.9%  | -          |

2009年5月10日、無投票で再選を果たした。2013年5月13日、無投票で3選を果たした。

### 2017年日置市長選挙
前回、前々回から一転して選挙戦となったが、2017年5月21日、新人2人を破って4選を果たした。
※当日有権者数：40,548人 最終投票率：66.69%（前回比：-pts）
| 候補者名 | 年齢 | 所属党派 | 新旧別 | 得票数   | 得票率 | 推薦・支持 |
| -------- | ---- | -------- | ------ | -------- | ------ | ---------- |
| 宮路高光 | 66   | 無所属   | 現     | 13,747票 | 51.4%  | -          |
| 田中和彦 | 63   | 無所属   | 新     | 11,284票 | 42.2%  | -          |
| 西田征博 | 52   | 無所属   | 新     | 1,730票  | 6.5%   | -          |

2020年12月7日の市議会一般質問で、今期限りでの勇退の意向を表明した。2021年5月28日、任期満了に伴い市長を退任した。これにより伊集院町長時代に続いていた、29年間の政治家に幕を閉じた。

## 政策
- 吹上浜沖で東京の事業者が計画している洋上風力発電について、個人的に反対する意向を表明した[16]。
- 市議会で中止・延期の陳情を採択した屋内多目的運動施設の「東市来ドーム」（仮称）の建設方針を表明した[17]。
- 地区公民館を核とした地域づくりに取り組んだ[8]。
- オリーブの6次産業化に取り組んだ[8]。

## 人物
- 趣味は野球観戦とランニング[9]
- 高校時代、夏の高校野球県大会で18回を1人で投げ抜いた経験を持つ[11]。